# Hermione din Efes
Hermione din Efes (n. secolul I d.Hr., Cezareea Maritima, Caesarea, Subdistrictul Haifa, Imperiul Roman – d. 117 d.Hr., Efes, Imperiul Roman) este un martir creștin din secolul al II-lea care este venerat de către Biserica Romano-Catolică și Biserica Ortodoxă. Ea a fost fiica lui Filip Evanghelistul. Ea a fost ucisă în timpul persecuțiilor creștinilor sub împăratul roman Traian. În Faptele Apostolilor, Hermione se numește prorociță.